# Andreas Köpke
Andreas „Andy“ Köpke (* 12. März 1962 in Kiel) ist ein ehemaliger deutscher Fußballspieler. Er war von Oktober 2004 bis Juli 2021 Torwarttrainer der deutschen Fußballnationalmannschaft. Von 2023 bis 2024 war er Torwarttrainer der Nationalmannschaft von Südkorea.
Seine größten Erfolge als Spieler waren die Titel bei der EM 1996 (als Stammtorhüter) und bei der WM 1990 (als dritter Torhüter). Als Torwarttrainer gewann er die Weltmeisterschaft 2014 in Brasilien.

## Spielerlaufbahn

### Verein

#### Holstein Kiel
Andreas Köpke begann als Rechtsaußen bei Holstein Kiel. Noch in der Jugend wurde er zum Torhüter umgeschult und spielte für Holstein Kiel ab der Saison 1979/80 in der 2. Bundesliga Nord. Am 38. Spieltag der gleichen Saison, dem 30. Mai 1980, kam er zu seinem ersten Profieinsatz. Beim 7:1-Sieg gegen den VfL Osnabrück stand er für die damalige Nummer 1 Manfred Ludwig in der Startformation und wurde in der 73. Minute für die eigentliche Nummer 2 Martin Burmeister ausgewechselt. Im Folgejahr kam Köpke – als Ersatztorwart hinter dem neuen Stammtorhüter Thomas Richter und Manfred Ludwig – zu fünf Pflichtpartien in der zweiten Liga. Ende der Saison stiegen auf Grund der Zusammenlegung der 2. Bundesliga Nord und Süd zwölf Teams ab. Köpkes Mannschaft belegte Platz 19 und musste so in der nächsten Saison in der Oberliga spielen. Zwei Jahre lang blieb er als Stammkeeper in der Oberliga Nord noch bei seinem Heimatverein.

#### SC Charlottenburg
1983 wechselte er zum gerade in die 2. Bundesliga aufgestiegenen Berliner Verein SC Charlottenburg und wurde Stammtorhüter in der Mannschaft von Trainer Bernd Erdmann. Köpke bestritt zusammen mit dem Stürmer Jörg Gaedke alle 38 Spiele. Dabei blieb er viermal ohne Gegentor. Trotz des Gewinns von insgesamt 10 Spielen und einem 8:1-Sieg gegen den 1. FC Saarbrücken am vorletzten Spieltag, der den höchsten Erfolg der ganzen Zweitligasaison bedeutete, stand der Club am Ende der Saison auf einem Abstiegsplatz. Aus diesem Grund entschied sich Köpke zu einem Vereinswechsel und unterschrieb beim Ortsrivalen Hertha BSC, der in der 2. Bundesliga spielte.

#### Hertha BSC
Bei der Hertha wurde er als Nachfolger von Gregor Quasten verpflichtet und war auf Anhieb Stammspieler. Zwei Jahre blieb er bei Hertha. Nach deren Abstieg aus der 2. Bundesliga wechselte er 1986 zum Bundesligisten 1. FC Nürnberg.

#### 1. FC Nürnberg – Teil 1
Noch vor Ligabeginn verletzte sich der Nürnberger Stammtorhüter Herbert Heider schwer. Damit rückte Köpke nach und gab am 9. August 1986 seine Premiere in Deutschlands höchster Fußballspielklasse, als der 24-Jährige im Auswärtsspiel bei Werder Bremen im Tor stand. Zur Halbzeit führte sein Team mit 2:0. Nach der Pause traf der Bremer Angreifer Manfred Burgsmüller drei Mal und leitete damit den Sieg für die Hanseaten ein. Im Rückspiel am 21. Februar 1987 revanchierten sich die Nürnberger mit einem 5:1-Erfolg.
Bis zum Abstieg 1993/94 durchlebte Köpke bei den Franken eine durchwachsen erfolgreiche Zeit. Seine beste Platzierung mit der Mannschaft war in der Saison 1987/88, als der FCN Fünfter wurde und Köpke die drittwenigsten Gegentore entgegennehmen musste. Nur Oliver Reck vom Meister Werder Bremen und Bodo Illgner vom 1. FC Köln erhielten weniger Gegentore.
Am 12. Spieltag der Meisterschaft von 1992/93 gegen den 1. FC Köln, beim Stand von 0:1, erhielt der Club einen Foulelfmeter zugesprochen. Köpke lief aus seinem Tor in den gegnerischen Strafraum und nahm den Ball an sich. Er traf erfolgreich in das Tor, das von seinem langjährigen Nationalmannschaftskollegen und damaligen Konkurrenten Bodo Illgner gehütet wurde. Durch einen weiteren Treffer von Percy Olivares wurde das Spiel gedreht und gewonnen. Auch im Folgejahr traf er vom Punkt. Beim 3:0-Erfolg gegen Dynamo Dresden am 8. Oktober 1993 verwandelte Köpke zum Endstand in der 88. Minute der Partie.
Am 32. Spieltag 1993/94, der Club steckte im Abstiegskampf, der FC Bayern München spielte um die Meisterschaft, trafen die beiden Mannschaften aufeinander. Entscheidend wurde dabei ein Phantom-Tor, das über Meisterschaft und Abstieg entschied: Köpke musste sich von Thomas Helmer einen angeblichen Gegentreffer anrechnen lassen, obwohl Helmer gar nicht das Tor getroffen hatte. In der 26. Minute des Spiels, nach einer Ecke, versuchte der Bayern-Verteidiger, den Ball aus kurzer Distanz in Köpkes Tor unterzubringen, stocherte den Ball aber an Torhüter und Tor vorbei ins Aus. Belegt werden konnte dies durch die aufgestellten Fernsehkameras. Zu großem Nürnberger Entsetzen entschied der Schiedsrichter-Assistent Jablonski auf Tor, überzeugte den Schiedsrichter Hans-Joachim Osmers, der wiederum den Treffer als gültig anerkannte. Am Ende gewannen die Münchner mit 2:1, und Nürnberg legte Protest ein. Der DFB gab dem Einspruch statt und setzte ein Wiederholungsspiel an. Dieses endete 0:5 aus Sicht der Nürnberger, und der Abstieg war damit bestätigt.

#### Eintracht Frankfurt
Nach dem Abstieg der Nürnberger verpflichtete Bundesligist Eintracht Frankfurt den Torhüter. Dort löste Köpke Uli Stein als Stammtorhüter ab. Mit Oka Nikolov kam ein junges Talent aus der Frankfurter Jugendabteilung, der hinter Köpke zur Nummer 2 wurde. Unter Trainer Jupp Heynckes blieben die Frankfurter hinter den Erwartungen zurück, so dass im April 1995 Charly Körbel das Amt übernahm. Unter beiden Chefcoachs war Köpke die unumstrittene Nummer 1 und absolvierte als einziger Spieler alle Ligapartien für die Eintracht. Auch im Folgejahr hatte Köpke die meisten Einsätze unter den Spielern, konnte aber auch seinen fünften Abstieg mit dem fünften Profiverein nicht verhindern. Mit 68 Gegentreffern markierten die gegnerischen Spieler so viele Tore wie bei keinem anderen Team.

#### Olympique Marseille
Nach der für ihn sehr erfolgreichen Fußball-Europameisterschaft 1996 – Köpke wurde mit der Nationalmannschaft Europameister, spielte alle Partien durch und bekam international beste Kritiken – wurde Köpke als Neuzugang bei dem VfB Stuttgart vorgestellt und bereits im Trikot der Schwaben offiziell präsentiert.
Kurze Zeit später gab er einen Wechsel zum FC Barcelona bekannt. Doch dieser Wechsel scheiterte, weil Barcelona die beidseitig unterschriebene Ausstiegsklausel aufgrund der rechtlich unklaren Situation mit dem VfB einen Tag vor Ablauf nutzte und stattdessen Portugals Nationaltorhüter Vítor Baía verpflichtete. Köpke beschuldigte anschließend den DFB, schuld an seinem gescheiterten Wechsel zu Barcelona zu sein.
Somit war Köpke zunächst vereinslos, bevor er bei Olympique Marseille unterschrieb. Wie schon bei den Vereinen zuvor wurde Köpke hier Stammtorwart. In seinem ersten Jahr bei den Franzosen wurde er Zehnter, ein Jahr später Vierter in der Ligue 1, wobei Marseille mit 27 Gegentreffern die beste Abwehr der Liga stellte. Zur Winterpause der Spielzeit 1998/99 entschied sich Köpke zu einer Rückkehr in die Bundesliga, nachdem er seinen Stammplatz früh in der Saison an den damals 25-jährigen Stéphane Porato verloren hatte.

#### 1. FC Nürnberg – Teil 2
In Deutschland schloss er sich wieder seinem alten Verein Nürnberg an, der in der 1. Bundesliga spielte. Dieser befand sich zu diesem Zeitpunkt (Winterpause) auf einem Abstiegsplatz und erhielt bis zum 18. Spieltag die zweitmeisten Gegentore der Bundesliga. Köpke löste die damalige Nummer 1 Andreas Hilfiker ab. Mit ihm schafften es die Nürnberger bis zum 33. Spieltag auf den 12. Platz. Durch eine 1:2-Niederlage gegen den direkten Abstiegskonkurrenten SC Freiburg und der Siege der anderen gefährdeten Teams stand der erneute Abstieg mit den Nürnbergern fest. Entscheidend waren hier die weniger geschossenen Tore gegenüber Eintracht Frankfurt.
Im fortgeschrittenen Fußballeralter ging Köpke den Gang in die 2. Liga mit an und stand dort für die Nürnberger in den folgenden zwei Jahren zwischen den Pfosten. 1999/2000 wurde der direkte Wiederaufstieg mit Platz 4 verpasst, im Jahr darauf mit dem 1. Platz gesichert. Trotzdem entschied sich Köpke zum Karriereende und verabschiedete sich mit dem Aufstieg vom aktiven Profifußball. Nachfolger wurde der 15 Jahre jüngere Darius Kampa.
Am 15. Juni 2001 wurde Köpke in einem Abschiedsspiel im ausverkauften Nürnberger Stadion von 40.000 Fans verabschiedet.
Köpke absolvierte 346 Einsätze (2 Tore) in der 1. Bundesliga, 173 Einsätze (0 Tore) in der 2. Bundesliga und 68 Einsätze (0 Tore) in der französischen Ligue 1.
2010 wurde er durch eine Internetabstimmung auf der Webseite des 1. FC Nürnberg fcn.de zur Torhüter-Legende des Jahrhunderts gewählt.

### Nationalmannschaft

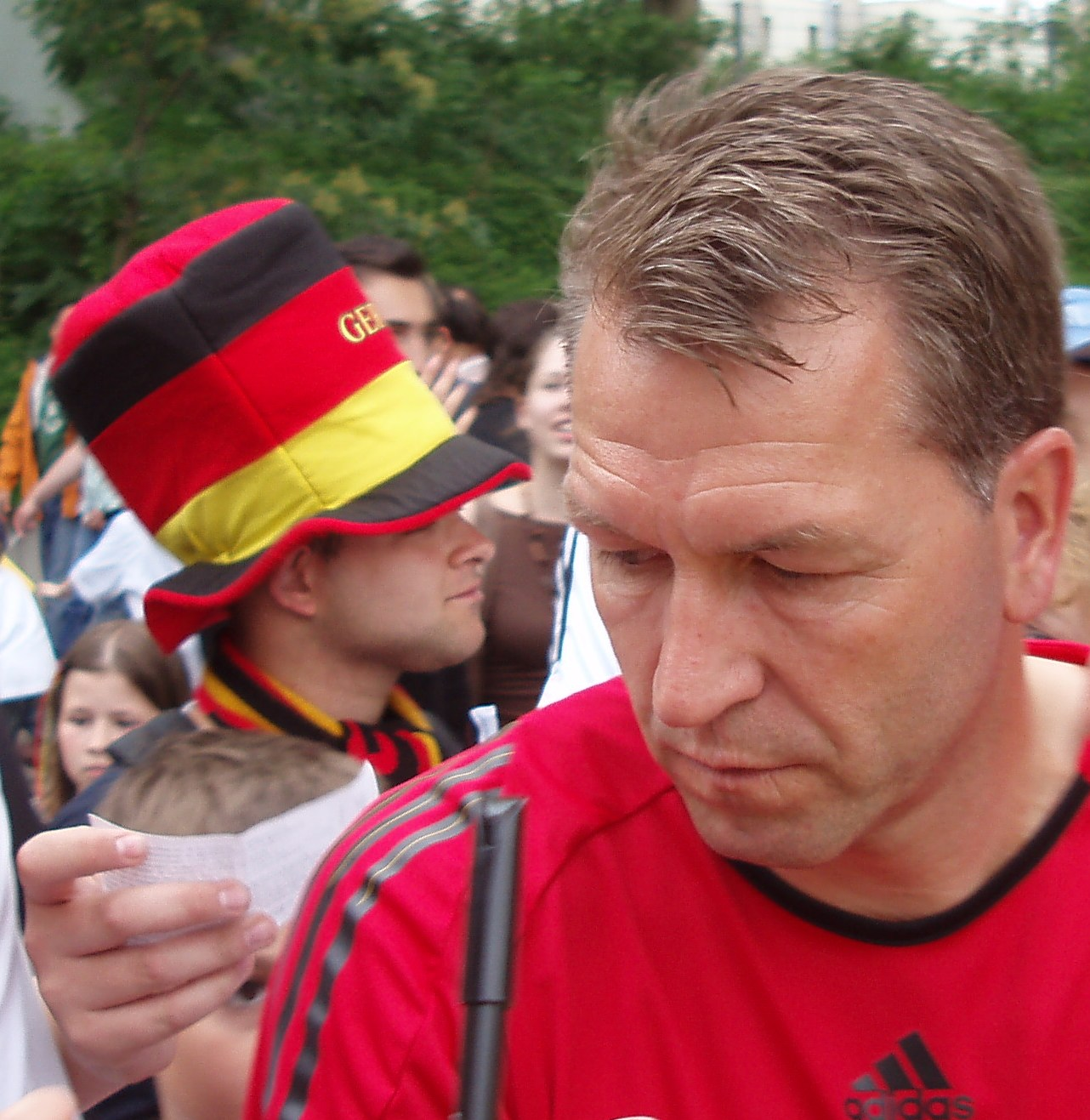
Köpke als Teil des Stabes der Nationalmannschaft (2006)

1988 war Köpke Stammtorhüter der deutschen Olympiaauswahl, ein Innenbandriss verhinderte jedoch seine Teilnahme an den Olympischen Sommerspielen von Seoul, bei denen die deutsche Auswahl den dritten Platz belegte.
In der Nationalmannschaft bestritt er von 1990 bis 1998 59 Länderspiele und nahm an drei Fußball-Weltmeisterschaften teil.
Köpke gab sein Debüt im DFB-Dress am 30. Mai 1990 in Vorbereitung auf die Weltmeisterschaft gegen das dänische Team, als er zur Halbzeit gegen Aumann eingewechselt wurde. Nachdem Bodo Illgner nach dem Ausscheiden im Viertelfinale der Fußball-Weltmeisterschaft 1994 aus der Nationalmannschaft zurückgetreten war, avancierte Köpke zum neuen Stammtorhüter. Nach dem Ausscheiden im Viertelfinale der WM 1998 gegen Kroatien entschied sich Köpke, seine Karriere in der Nationalmannschaft zu beenden.
Höhepunkte seiner Laufbahn waren der Gewinn der Fußball-Weltmeisterschaft 1990 in Italien ohne Einsatz als dritter Torhüter hinter Stammkeeper Bodo Illgner und Raimond Aumann (Nummer 2) und der Gewinn der Fußball-Europameisterschaft 1996 in England als Stammspieler. Im Verlauf des Turniers hielt er zwei Elfmeter. Den ersten Schuss hielt Köpke im Gruppenspiel gegen Italien (0:0), was das Ausscheiden des damaligen Vizeweltmeisters bedeutete. Den zweiten Schuss hielt er im Elfmeterschießen des Halbfinals gegen den englischen Verteidiger Gareth Southgate und sicherte dem deutschen Team damit den Finaleinzug.
Köpke blieb in 28 von 59 Länderspielen ohne Gegentor. Damit hatte er eine Zeit lang die beste Quote unter allen Torhütern mit mindestens 20 Einsätzen. Mittlerweile (Stand: Juli 2025) liegt er auf dem zweiten Platz hinter Jens Lehmann. Mit 0,76 Gegentoren pro Länderspiel im Durchschnitt weist Köpke die beste Quote aller Torhüter mit mehr als 20 Einsätzen auf.

### Rivalität mit Bodo Illgner
Mit Bodo Illgner verband Andreas Köpke eine Dauerrivalität um den Posten im Tor der deutschen Nationalmannschaft. Schon 1987 sollte Bodo Illgner zum 1. FC Nürnberg wechseln, wurde jedoch nach dem Skandal um Toni Schumachers Buch Anpfiff für den 1. FC Köln unverzichtbar – der Wechsel platzte. Seit 1992 entbrannte ein erbitterter sportlicher Zweikampf zwischen Illgner und Köpke um den Stammplatz im Tor der deutschen Nationalmannschaft, nachdem Köpke über längere Zeit herausragende Leistungen gezeigt und Illgner mehrfach glücklos agiert hatte. Am 12. Spieltag der Saison 1992/93 verwandelte Köpke im Spiel gegen den 1. FC Köln einen Elfmeter gegen Bodo Illgner und trug so zum 2:1-Erfolg über die Domstädter bei. Damit belebte Köpke nebenbei die Tradition der elfmeterschießenden Torhüter wieder.
1992 nahm Andreas Köpke mit TT-Fresh eine Maxi-CD mit dem Titel Nummer 1 (Jacrabet Records, AHO-CD 1302) auf.

## Nach der aktiven Karriere
Von 2001 bis 2004 arbeitete er bei der Ufa, der Vermarktungsgesellschaft des 1. FC Nürnberg. Köpke, gelernter Kfz-Mechaniker, hält seit 2002 Firmen-Vorträge und Management-Seminare zu Themen wie Teamgeist, Motivation, Erfolg, Führung und Kommunikation. Dabei vermittelt er Verkäufern und Führungskräften seine Erfolgsrezepte aus seiner Karriere als Nationaltorhüter und als Assistenztrainer der Nationalmannschaft.
Am 21. Oktober 2004 wurde Köpke unter dem Bundestrainer Jürgen Klinsmann Torwarttrainer der deutschen Nationalmannschaft. Sein Vorgänger Sepp Maier war wenige Tage zuvor entlassen worden. Unter Klinsmann und Köpke wurde Jens Lehmann zur Weltmeisterschaft 2006 vor Oliver Kahn zum Stammtorhüter erklärt. Nach der WM verblieb Köpke unter Klinsmanns vorherigem Co-Trainer und Nachfolger Joachim Löw im Trainerstab. Er nahm als Torwarttrainer in der Folge an der Europameisterschaft 2008 und der Weltmeisterschaft 2010, seit der Manuel Neuer die Nummer 1 ist, teil. Nach der Europameisterschaft 2012 wurde Deutschland bei der Weltmeisterschaft 2014 Weltmeister. Im Folgenden war Köpke auch bei der Europameisterschaft 2016, der Weltmeisterschaft 2018 und der Europameisterschaft 2021 als Torwarttrainer verantwortlich. Nach der EM 2021 verließ Köpke den DFB gemeinsam mit Löw nach 17 Jahren.
Ende November 2019 wurde Köpke vom DFB bis zum Jahresende freigestellt, um unter Jürgen Klinsmann als Torwarttrainer beim Bundesligisten Hertha BSC zu arbeiten. Zum Jahresbeginn 2020 verließ er die Hertha wieder und setzte seine Tätigkeit für die Nationalmannschaft fort. Bei Hertha traf Köpke auf seinen Sohn Pascal.

## Sonstiges
Andreas Köpke ist Anhänger des 1. FC Nürnberg. Sein Sohn Pascal (* 1995) ist ebenfalls Fußballer; er wurde in den Jugendmannschaften des 1. FC Nürnberg ausgebildet. Die Töchter sind vier und zwölf Jahre älter als Sohn Pascal.
Am 10. November 2010 erhielt Köpke den Bambi in der Kategorie „Ehrenpreis der Jury“, die Laudatio hielt Mesut Özil.

## Erfolge und Auszeichnungen

### Als Spieler
- Weltmeister 1990 (ohne Einsatz)
- Europameister 1996
- Deutscher Fußballer des Jahres 1993
- Deutschlands Torhüter des Jahres 1988, 1993, 1995, 1996
- IFFHS-Welttorhüter des Jahres 1996
- Bester Torhüter der Europameisterschaft 1996
- Einstufung als Weltklasse in der Rangliste des deutschen Fußballs: Winter 1992/93, Sommer 1993, Sommer 1996, Winter 1996/97, Sommer 1997, Winter 1997/98
- Kicker-Torhüter des Jahres: 1987, 1993, 1995, 1996

### Als Torwarttrainer der deutschen Fußballnationalmannschaft
- Weltmeister: 2014
- Gewinner des Confed-Cups: 2017
- Dritter der Weltmeisterschaft: 2006, 2010
- Zweiter der Europameisterschaft: 2008
- EM-Halbfinale 2012 und 2016
- Dritter des Confed-Cups: 2005